# Тріскові
Тріскові (Gadidae) — родина костистих риб ряду Тріскоподібні (Gadiformes).

## Опис

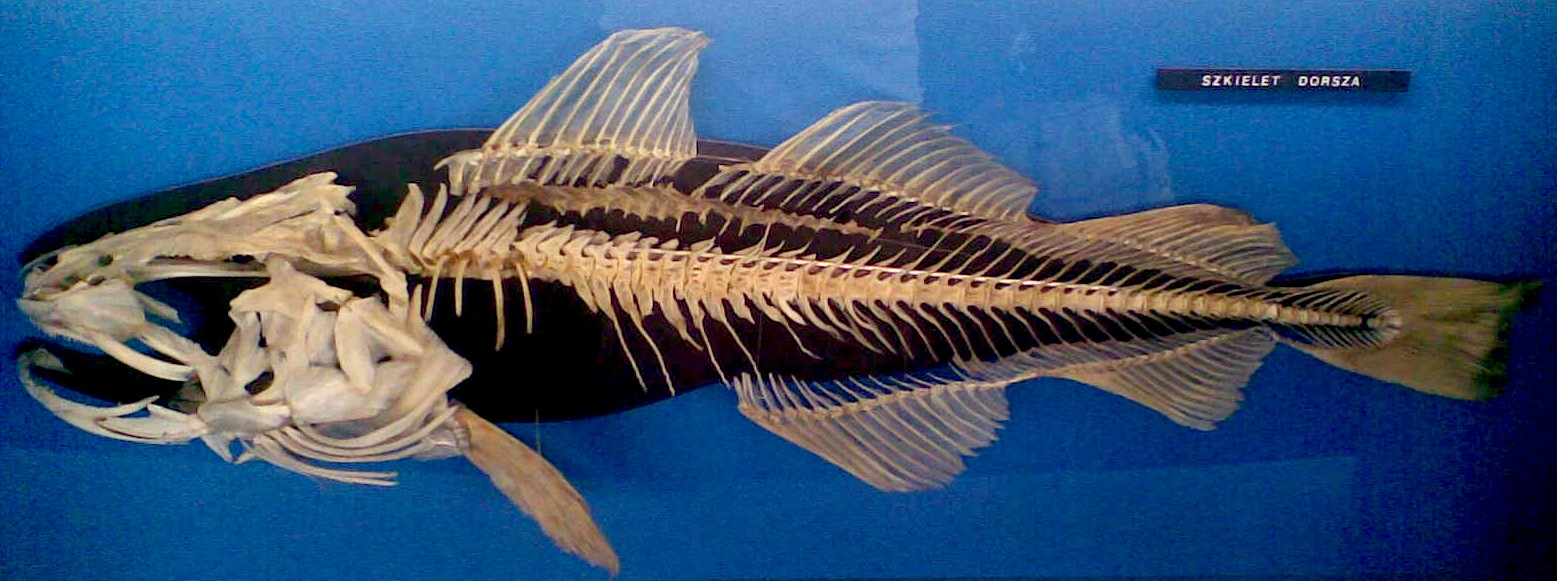
Скелет тріски

Тріскові мають звичайно два або три спинні плавці й один або два анальні. Хвостовий плавець добре розвинений, відділений від спинного й анального або частково злитий з ними. Черевні плавці розташовані приблизно над грудними. Всі плавці без колючих променів. Зяброві отвори великі. На підборідді звичайно є вусик, рідше він слабко розвинений або зовсім відсутній. Тіло вкрите дрібною циклоїдною лускою. Всі тріскові — морські зграйні риби. Більшість видів — демерсальні риби. Жир, що накопичує при відгодівлі, відкладається в тріскових риб у печінці, а не в м'язах і не на нутрощах. Ріст і розміри різних видів тріскових відрізняються. Планктоноїдні тріскові дрібніше бентосоїдних і хижих. Найдрібніший вид тріскових — Gadiculus argenteus, що живе в північній частині Атлантичного океану, у товщі води, зазвичай на глибині від 200 до 400 м і більше; його розміри 11 — 13 см, рідко до 15 см. Найбільших розмірів сягають хижі: тріска атлантична (Gadus morhua) і мольва (Molva molva), для яких відомі екземпляри довжиною до 180 см.

## Поширення

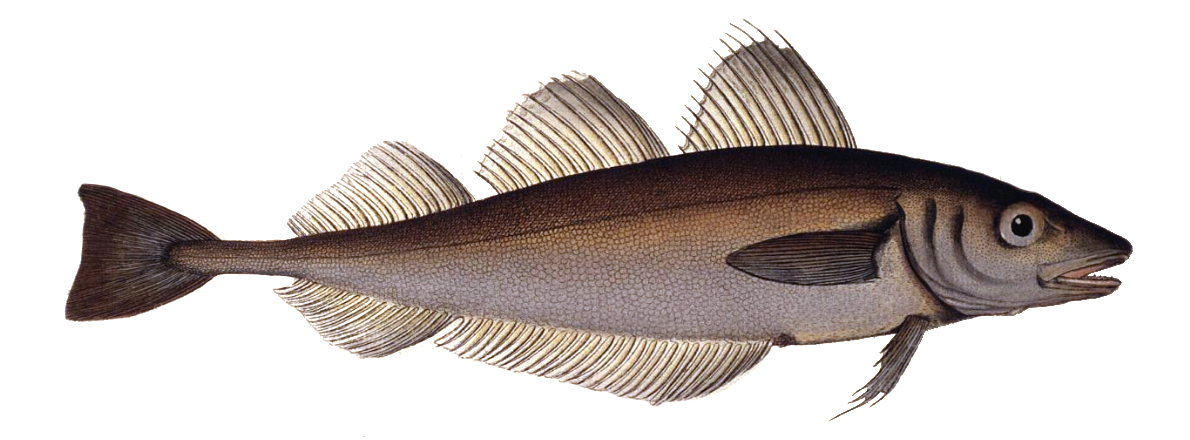
Мерланг

Поширені переважно в морях північної півкулі, де їх налічується 48 видів з відомих 53; 4 види живуть у морях південної півкулі. Особливо багато тріскових у морях північної частини Атлантичного океану: тут їхніх 39 видів, тоді як у північних морях Тихого океану — 5, й в арктичних морях — 5 видів. Найчисленніші тріскові в східних частинах Атлантичного океану. У Північному морі й прилеглих ділянках Атлантичного океану число видів досягає 20. На північ кількість їх швидко зменшується, у Норвезькому морі їх уже близько 16, а в Баренцевому морі — лише 8. У Балтійському морі постійно живе тільки тріска й у західній його частині — мерланг. Для Середземного моря вказують 16 видів, а для Чорного — тільки 2. У Північно-Західній Африці тріскових усього кілька видів і далі на південь їх немає. У північно-західних водах Атлантичного океану тріскових менше, ніж на сході: тут їх близько 10 видів. В екваторіальних водах тріскових немає, і знову з'являються вони в нотальній області біля берегів Південно-Західної Африки, Південної Америки й Нової Зеландії. Сучасне поширення тріскових, їхні біологічні особливості, а також геологічні дані переконують, що походження їх пов'язане з помірно холодними водами Атлантичного океану. Проникнення їх у Тихий океан відбувалося через Північний Льодовитий океан, уздовж берегів Азії й Америки. Цей шлях могли перебороти серед помірно холодноводних форм тільки найхолодолюбніші види — тріска, навага й томкод, які в атлантичному секторі їхнього ареалу заходять далеко в холодні води Арктики. Високоарктичними льодовитоморськими видами є сайка і два види арктичних трісочок. Скоріш за все це відбулося в льодовиковий час, коли його предок жив у Полярному басейні й перейшов спочатку в солонуваті, а потім й у прісні води. Проникнення тріскових у південну півкулю через тропіки відбувалася, як треба думати, глибинними охолодженими шарами. Це визначило їхнє біполярне поширення. Сучасне поширення тріскових і формування їхніх міграцій визначилося, імовірно, уже в післяльодовикову епоху.

## Спосіб життя

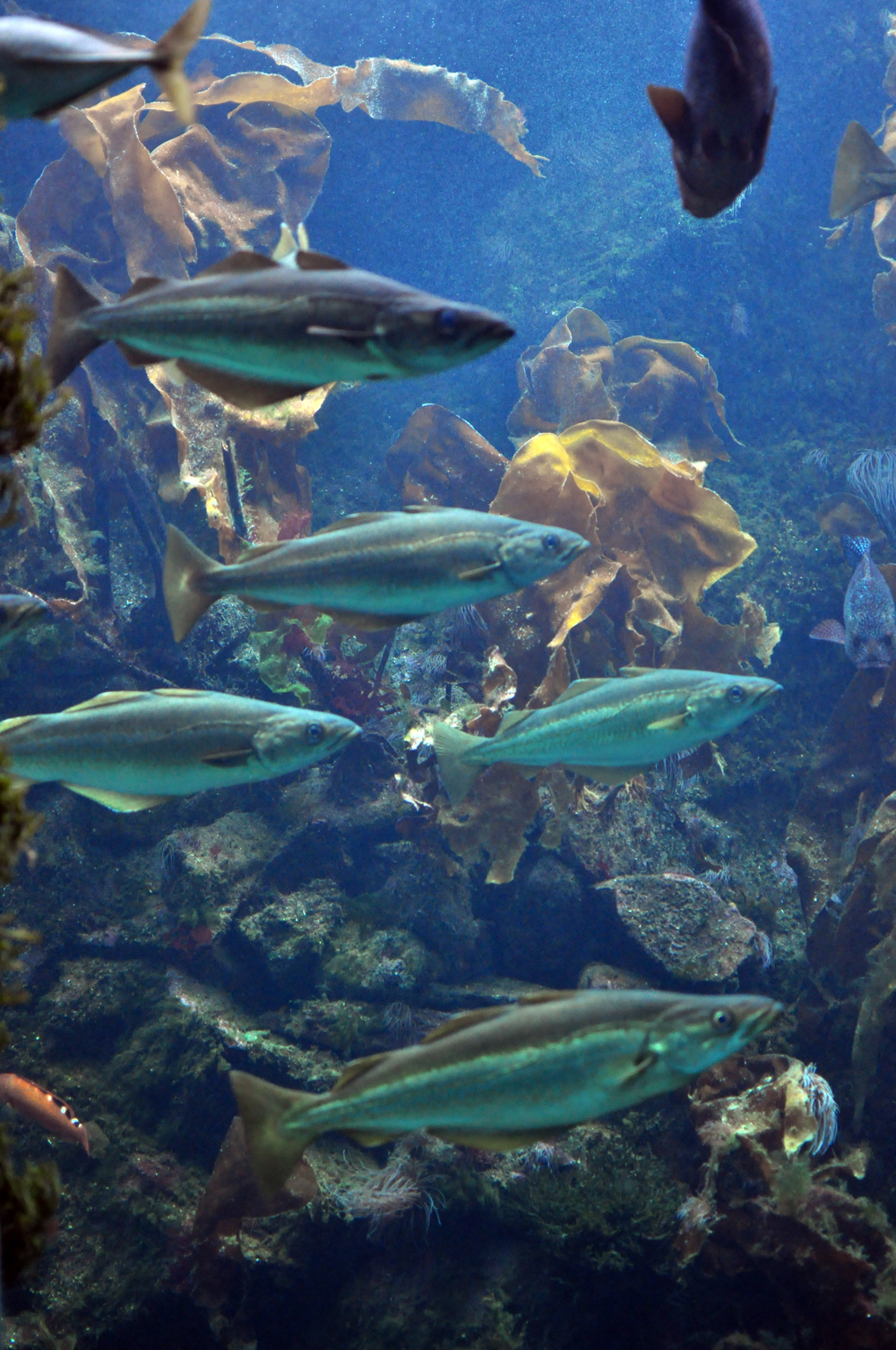
Зграя люрів (Pollachius pollachius) в акваріумі

Тріскові використають всі види морської їжі: планктон, бентос, нектон. Протягом всього життя планктоном живиться сайка, арктична тріска, путасу. Великими ракоподібними з евфаузієвих живиться в перші роки життя минтай і тріска. Бентосом живляться пікша, навага, частина морських минів. Великі тріскові — сайда, тріска — хижаки.
У життєвому циклі багатьох видів тріскових істотне значення мають міграції, у деяких досить протяжні. Вони найтіснішим образом пов'язані із живленням і розмноженням і залежать від морських течій і сезонних змін температури.

## Розмноження
Дрібні тугорослі тріскові — сайка, навага, путасу — дозрівають у віці 3—5 років. Тріска стає статевозрілою в 8-10 років і більше.
Всі тріскові по досягненні статевої зрілості беруть участь у розмноженні протягом декількох років підряд. Плідність тріскових коливається в дуже великих межах — від декількох тисяч ікринок у наваги до 9,3 млн у тріски й 60 млн ікринок у мольви.
В основному тріскові холодолюбні; ряд видів живе й розмножується при температурі, близькій до 0° С та навіть нижче (наприклад, навага й сайка), більшість видів, однак, віддає перевагу помірковано холодним водам. Личинки й мальки живуть у товщі води й у багатьох видів плинами несуться з нерестовищ, що сприяє їхньому широкому розселенню в перші ж місяці життя. Мальки багатьох видів, особливо пікші, мерланга, почасти також тріски, ховаються під куполом медуз.
Нерест тріскових відбувається переважно в холодну пору року, головним чином узимку й на початку весни. Ікра майже у всіх тріскових пелагічна, тільки в наваги й тихоокеанської тріски донна. Розмножуються вони звичайно при океанічній солоності близько 33—35 % або трохи нижче. Але тріска атлантична, наприклад, розмножується при солоності від 11 до 18 %, і одиничні особини тріски випадково заходять іноді навіть у річки, а чорноморські тріскові (мерланка, морський минь) розмножуються при 17—19 %. Значні опріснення переносять північні представники тріскових — навага, сайка, арктична тріска, які заходять у низовиння річок, або тримаються біля нижньої поверхні плавучих крижин.

## Значення
Тріскові риби мають дуже велике практичне значення. Світовий вилов їх сягає 6-8 млн т (1965—1968 р.); понад 4/6 цього вилову здобувається в Атлантичному океані. Найбільший вилов припадає на частку атлантичної тріски, потім випливають тихоокеанський минтай, пікша й сайда. Більшість тріскових живе в придонних обріях, тому основним знаряддям їхнього вилову слугує придонний трал. Збираючись із величезної площі на зимівлю або нерест, тріскові утворюють дуже щільні скупчення, які дозволяють виловлювати їх з великою ефективністю. Тріскових, а також саму тріску, доправляють в охолодженому або замороженому вигляді, особливо цінується філе. Важливе значення має при видобутку тріскових — печінка, з якої виготовляється медичний жир, багатий вітамінами А та D, а також консерви.